# Vòng chung kết UEFA Nations League 2021
Vòng chung kết UEFA Nations League 2021 là giai đoạn cuối cùng của UEFA Nations League mùa giải 2020–21, mùa giải đầu tiên của giải đấu bóng đá quốc tế bao gồm các đội tuyển quốc gia nam của các hiệp hội thành viên UEFA. Giải đấu diễn ra ở Ý từ ngày 6 đến ngày 10 tháng 10 năm 2021, và được tranh tài bởi 4 đội tuyển đứng đầu bảng ở Hạng A. Các vòng đấu bao gồm hai trận bán kết, một trận play-off tranh hạng ba và trận chung kết để xác định nhà vô địch của UEFA Nations League 2020–21.
Bồ Đào Nha là đương kim vô địch, nhưng không giành quyền tham dự Vòng chung kết UEFA Nations League 2021 sau khi kết thúc ở vị trí thứ 2 sau Pháp trong bảng đấu.
Pháp thắng 2–1 trước Tây Ban Nha trong trận chung kết để giành danh hiệu UEFA Nations League đầu tiên.

## Thể thức
Vòng chung kết UEFA Nations League 2021 được diễn ra vào tháng 10 năm 2021 và được tranh tài bởi 4 đội tuyển đứng đầu bảng của Hạng A. 4 đội được xếp vào các bảng 5 đội (thay vì bảng 6 đội) cho vòng loại giải vô địch bóng đá thế giới 2022, do đó để lại cơ hội mở ra ở giải đấu diễn ra vào tháng 10 năm 2021 để cạnh tranh ở vòng chung kết giải vô địch bóng đá các quốc gia.
Vòng chung kết UEFA Nations League 2021 được diễn ra theo thể thức đấu loại trực tiếp một lượt, bao gồm hai trận bán kết, một trận play-off tranh hạng ba và một trận chung kết. Các cặp bán kết được xác định bằng phương pháp rút thăm mở. Tất cả các trận đấu trong giải đều được sử dụng công nghệ goal-line và hệ thống video hỗ trợ trọng tài (VAR).
Ở Vòng chung kết UEFA Nations League 2021, nếu tỉ số hòa sau thời gian thi đấu chính thức:
- Trong trận bán kết và chung kết, 30 phút hiệp phụ được diễn ra.[7] Nếu tỉ số vẫn hòa sau thời gian thi đấu hiệp phụ, đội thắng được xác định bởi loạt sút luân lưu.
- Trong trận play-off tranh hạng ba, hiệp phụ không được diễn ra, và đội thắng được xác định ngay bởi loạt sút luân lưu (đây là một sự thay đổi so với vòng chung kết 2019, giải đấu sử dụng hiêp phụ trong trận play-off tranh hạng ba).

Vào ngày 31 tháng 3 năm 2021, Uỷ ban điều hành UEFA đã phê duyệt việc sử dụng tối đa 5 quyền thay người trong các trận đấu tại Vòng chung kết UEFA Nations League 2021 (được phép thay cầu thủ thứ sáu vào sân). Tuy nhiên, mỗi đội chỉ được trao ba cơ hội thay người, với cơ hội thứ tư được phép trong hiệp phụ, không bao gồm những thay người được thực hiện ở giờ nghỉ, trước khi bắt đầu hiệp phụ và giờ nghỉ ở hiệp phụ. Việc sử dụng 5 quyền thay người được IFAB cho phép trong đại dịch COVID-19.

## Các đội giành quyền tham dự
4 đội đứng đầu bảng ở Hạng A giành quyền tham dự Vòng chung kết UEFA Nations League 2021. Đây là lần đầu tiên cả 4 đội vào Vòng chung kết UEFA Nations League.
| Bảng | Đội         | Ngày giành quyền tham dự | Lần tham dự vòng chung kết trước | Xếp hạng UNL Tháng 11 năm 2020 | Xếp hạng FIFA Tháng 9 năm 2021 |
| ---- | ----------- | ------------------------ | -------------------------------- | ------------------------------ | ------------------------------ |
| A1   | Ý (chủ nhà) | 18 tháng 11 năm 2020     | 0 (lần đầu)                      | 3                              | 5                              |
| A2   | Bỉ          | 18 tháng 11 năm 2020     | 0 (lần đầu)                      | 2                              | 1                              |
| A3   | Pháp        | 14 tháng 11 năm 2020     | 0 (lần đầu)                      | 1                              | 4                              |
| A4   | Tây Ban Nha | 17 tháng 11 năm 2020     | 0 (lần đầu)                      | 4                              | 8                              |

## Lịch thi đấu
Vòng chung kết UEFA Nations League 2021, ban đầu diễn ra từ ngày 2–6 tháng 6 năm 2021, được chuyển sang ngày 6–10 tháng 10 năm 2021 sau khi Giải vô địch bóng đá châu Âu 2020 hoãn sang tháng 6 và tháng 7 năm 2021 do đại dịch COVID-19. Giải đấu diễn ra trong 5 ngày, với các trận bán kết diễn ra vào ngày 6 và ngày 7 tháng 10 (trận đầu tiên là trận của đội chủ nhà), và trận play-off tranh hạng ba và trận chung kết diễn ra ba ngày sau trận bán kết 2 vào ngày 10 tháng 10 năm 2021.

## Lựa chọn chủ nhà
Ý được Uỷ ban điều hành UEFA xác nhận là nước chủ nhà trong cuộc họp vào ngày 3 tháng 12 năm 2020. Chỉ các đội Hạng A có thể tham gia Vòng chung kết UEFA Nations League, và 1 trong 4 đội tham dự được chọn là nước chủ nhà. Vòng chung kết UEFA Nations League được diễn ra ở 2 sân vận động, mỗi sân có sức chứa ít nhất 30,000 người. Lý tưởng nhất là các sân vận động nằm ở cùng một thành phố đăng cai hoặc cách nhau ít nhất 150 kilômét (93 mi).
Vào ngày 24 tháng 9 năm 2020, UEFA thông báo có Ý, Hà Lan và Ba Lan muốn đăng cai giải đấu, cả ba đều thi đấu ở bảng A1. Ý là đội đầu bảng A1 xếp trên Hà Lan và Ba Lan vào ngày 18 tháng 11 năm 2020, qua đó giành được quyền đăng cai, được Ủy ban điều hành UEFA xác nhận vào ngày 3 tháng 12 năm 2020, cùng ngày với lễ bốc thăm Vòng chung kết UEFA Nations League 2021. Nếu đội thứ 4 của bảng, Bosna và Hercegovina, giành quyền tham dự vòng chung kết, Uỷ ban điều hành UEFA sẽ quyết định địa điểm.
Địa điểm đấu thầu
- Ý[16]
  - San Siro, Milano
  - Sân vận động Juventus, Torino
- Hà Lan[17]
  - Johan Cruyff Arena, Amsterdam
  - De Kuip, Rotterdam
- Ba Lan[18]
  - Sân vận động Quốc gia, Warszawa
  - Sân vận động Quân đội Ba Lan, Warszawa (lựa chọn địa điểm thứ 2)
  - Sân vận động Śląski, Chorzów (lựa chọn địa điểm thứ 2)
  - Sân vận động Miejski, Kraków (lựa chọn địa điểm thứ 2)

## Địa điểm
Trong quá trình đấu thầu, Liên đoàn bóng đá Ý đã đề xuất 2 sân San Siro ở Milano và Sân vận động Juventus ở Torino là địa điểm thi đấu.
| MilanoTorino | Milano           | Torino                |
| ------------ | ---------------- | --------------------- |
| MilanoTorino | San Siro         | Sân vận động Juventus |
| MilanoTorino | Sức chứa: 75,923 | Sức chứa: 41,507      |
| MilanoTorino |                  |                       |

## Bốc thăm
Các cặp bán kết được xác định bằng phương pháp rút thăm mở vào ngày 3 tháng 12 năm 2020, 17:30 CET, tại trụ sở UEFA ở Nyon, Thụy Sĩ. 2 đội rút thăm đầu tiên được phân bổ để đấu cặp A, trong khi 2 đội rút thăm còn lại được phân bổ để đấu cặp B. Theo sắp xếp lịch thi đấu, đội chủ nhà được phân bổ vào trận bán kết đầu tiên với tư cách là đội chủ nhà hành chính. Đội chủ nhà hành chính cho cả trận play-off tranh hạng ba và trận chung kết được xác định trước là các đội từ bán kết 1.

## Đội hình
Mỗi đội tuyển quốc gia phải đăng kí một đội hình gồm 23 cầu thủ, 3 trong số đó phải là thủ môn, và phải đăng kí xong ít nhất 10 ngày trước trận khai mạc của giải đấu. Nếu một cầu thủ bị chấn thương hoặc bị ốm nặng, cầu thủ đó được thay thế bởi một cầu thủ khác.

## Sơ đồ
|  | Bán kết              | Bán kết |                        |   | Chung kết | Chung kết |
|  |                      |         |                        |   |           |           |
|  | 6 tháng 10 – Milano  |         |                        |   |           |           |
|  |                      |         |                        |   |           |           |
|  | Ý                    | 1       |                        |   |           |           |
|  | Ý                    | 1       | 10 tháng 10 – Milano   |   |           |           |
|  | Tây Ban Nha          | 2       |                        |   |           |           |
|  | Tây Ban Nha          | 2       | Tây Ban Nha            | 1 |           |           |
|  | 7 tháng 10 – Torino  |         | Tây Ban Nha            | 1 |           |           |
|  |                      | Pháp    | 2                      |   |           |           |
|  | Bỉ                   | Pháp    | 2                      | 2 |           |           |
|  | Bỉ                   |         |                        | 2 |           |           |
|  | Pháp                 | 3       |                        |   |           |           |
|  | Pháp                 | 3       | Play-off tranh hạng ba |   |           |           |
|  |                      |         |                        |   |           |           |
|  | 10 tháng 10 – Torino |         |                        |   |           |           |
|  |                      |         |                        |   |           |           |
|  | Ý                    | 2       |                        |   |           |           |
|  | Ý                    | 2       |                        |   |           |           |
|  | Bỉ                   | 1       |                        |   |           |           |

Theo giờ địa phương, CEST (UTC+2).

## Bán kết

### Ý vs Tây Ban Nha
| Ý                | 1–2      | Tây Ban Nha            |
| ---------------- | -------- | ---------------------- |
| - Pellegrini 83' | Chi tiết | - F. Torres 17', 45+2' |

| Ý | Tây Ban Nha |

| GK               | 21 | Gianluigi Donnarumma  |         |     |
| RB               | 2  | Giovanni Di Lorenzo   |         |     |
| CB               | 19 | Leonardo Bonucci (c)  | 30' 42' |     |
| CB               | 23 | Alessandro Bastoni    |         |     |
| LB               | 13 | Emerson               |         |     |
| CM               | 18 | Nicolò Barella        |         | 72' |
| CM               | 8  | Jorginho              |         | 64' |
| CM               | 6  | Marco Verratti        |         | 58' |
| RF               | 14 | Federico Chiesa       |         |     |
| CF               | 20 | Federico Bernardeschi |         | 46' |
| LF               | 10 | Lorenzo Insigne       |         | 58' |
| Thay người:      |    |                       |         |     |
| DF               | 3  | Giorgio Chiellini     |         | 46' |
| FW               | 17 | Moise Kean            |         | 58' |
| MF               | 5  | Manuel Locatelli      | 82'     | 58' |
| MF               | 7  | Lorenzo Pellegrini    |         | 64' |
| DF               | 4  | Davide Calabria       |         | 72' |
| Huấn luyện viên: |    |                       |         |     |
| Roberto Mancini  |    |                       |         |     |

| GK               | 23 | Unai Simón          |     |     |
| RB               | 2  | César Azpilicueta   | 45' |     |
| CB               | 19 | Aymeric Laporte     |     |     |
| CB               | 3  | Pau Torres          |     |     |
| LB               | 17 | Marcos Alonso       |     |     |
| CM               | 8  | Koke                |     | 75' |
| CM               | 5  | Sergio Busquets (c) |     |     |
| CM               | 9  | Gavi                |     | 84' |
| RF               | 22 | Pablo Sarabia       | 65' | 75' |
| CF               | 11 | Ferran Torres       |     | 49' |
| LF               | 21 | Mikel Oyarzabal     | 89' |     |
| Thay người:      |    |                     |     |     |
| FW               | 7  | Yeremi Pino         | 71' | 49' |
| MF               | 20 | Mikel Merino        |     | 75' |
| MF               | 6  | Bryan Gil           |     | 75' |
| MF               | 10 | Sergi Roberto       |     | 84' |
| Huấn luyện viên: |    |                     |     |     |
| Luis Enrique     |    |                     |     |     |

| Cầu thủ xuất sắc nhất trận: Ferran Torres (Tây Ban Nha) Trợ lý trọng tài: Igor Demeshko (Nga) Maksim Gavrilin (Nga) Trọng tài thứ tư: Sergey Ivanov (Nga) Trợ lý trọng tài video: Pol van Boekel (Hà Lan) Trợ lý trọng tài hỗ trợ video: Christian Dingert (Đức) |

### Bỉ vs Pháp
| Bỉ                          | 2–3      | Pháp                                                  |
| --------------------------- | -------- | ----------------------------------------------------- |
| - Carrasco 37' - Lukaku 40' | Chi tiết | - Benzema 62' - Mbappé 69' (ph.đ.) - T. Hernandez 90' |

| Bỉ | Pháp |

| GK               | 1  | Thibaut Courtois  |     |       |
| CB               | 2  | Toby Alderweireld |     |       |
| CB               | 3  | Jason Denayer     |     |       |
| CB               | 5  | Jan Vertonghen    | 67' |       |
| RM               | 21 | Timothy Castagne  |     | 90+2' |
| CM               | 6  | Axel Witsel       |     |       |
| CM               | 8  | Youri Tielemans   |     | 70'   |
| LM               | 11 | Yannick Carrasco  |     |       |
| RF               | 7  | Kevin De Bruyne   |     |       |
| CF               | 9  | Romelu Lukaku     |     |       |
| LF               | 10 | Eden Hazard (c)   |     | 74'   |
| Thay người:      |    |                   |     |       |
| MF               | 17 | Hans Vanaken      |     | 70'   |
| FW               | 20 | Leandro Trossard  |     | 74'   |
| FW               | 23 | Michy Batshuayi   |     | 90+2' |
| Huấn luyện viên: |    |                   |     |       |
| Roberto Martínez |    |                   |     |       |

| GK                | 1  | Hugo Lloris (c)     |  |       |
| CB                | 5  | Jules Koundé        |  |       |
| CB                | 4  | Raphaël Varane      |  |       |
| CB                | 21 | Lucas Hernandez     |  |       |
| RM                | 2  | Benjamin Pavard     |  | 90+2' |
| CM                | 6  | Paul Pogba          |  |       |
| CM                | 14 | Adrien Rabiot       |  | 75'   |
| LM                | 22 | Theo Hernandez      |  |       |
| AM                | 7  | Antoine Griezmann   |  |       |
| CF                | 19 | Karim Benzema       |  | 90+7' |
| CF                | 10 | Kylian Mbappé       |  |       |
| Thay người:       |    |                     |  |       |
| MF                | 8  | Aurélien Tchouaméni |  | 75'   |
| DF                | 12 | Léo Dubois          |  | 90+2' |
| MF                | 17 | Jordan Veretout     |  | 90+7' |
| MHuấn luyện viên: |    |                     |  |       |
| Didier Deschamps  |    |                     |  |       |

| Cầu thủ xuất sắn nhất trận: Kylian Mbappé (Pháp) Trợ lý trọng tài: Jan Seidel (Đức) Eduard Beitinger (Đức) Trọng tài thứ tư: Harm Osmers (Đức) Trợ lý trọng tài video: Christian Dingert (Đức) Trợ lý trọng tài hỗ trợ video: Pol van Boekel (Hà Lan) |

## Play-off tranh hạng ba
| Ý                                   | 2–1      | Bỉ                 |
| ----------------------------------- | -------- | ------------------ |
| - Barella 46' - Berardi 65' (ph.đ.) | Chi tiết | - De Ketelaere 86' |

| Ý | Bỉ |

| GK               | 21 | Gianluigi Donnarumma (c) |     |       |
| RB               | 2  | Giovanni Di Lorenzo      | 30' |       |
| CB               | 15 | Francesco Acerbi         |     |       |
| CB               | 23 | Alessandro Bastoni       |     |       |
| LB               | 13 | Emerson                  | 82' |       |
| CM               | 18 | Nicolò Barella           |     | 70'   |
| CM               | 5  | Manuel Locatelli         |     |       |
| CM               | 7  | Lorenzo Pellegrini       |     | 70'   |
| RF               | 11 | Domenico Berardi         |     | 90+1' |
| CF               | 9  | Giacomo Raspadori        |     | 65'   |
| LF               | 14 | Federico Chiesa          |     | 90+2' |
| Thay người:      |    |                          |     |       |
| FW               | 17 | Moise Kean               |     | 65'   |
| MF               | 16 | Bryan Cristante          |     | 70'   |
| MF               | 8  | Jorginho                 |     | 70'   |
| FW               | 10 | Lorenzo Insigne          |     | 90+1' |
| MF               | 20 | Federico Bernardeschi    |     | 90+2' |
| Huấn luyện viên: |    |                          |     |       |
| Roberto Mancini  |    |                          |     |       |

| GK               | 1  | Thibaut Courtois     |     |     |
| CB               | 2  | Toby Alderweireld    | 63' |     |
| CB               | 3  | Jason Denayer        |     |     |
| CB               | 5  | Jan Vertonghen (c)   | 14' |     |
| RM               | 21 | Timothy Castagne     |     |     |
| CM               | 6  | Axel Witsel          | 56' |     |
| CM               | 8  | Youri Tielemans      |     | 59' |
| LM               | 22 | Alexis Saelemaekers  |     | 59' |
| RF               | 17 | Hans Vanaken         |     |     |
| CF               | 23 | Michy Batshuayi      |     |     |
| LF               | 11 | Yannick Carrasco     |     | 87' |
| Thay người:      |    |                      |     |     |
| MF               | 7  | Kevin De Bruyne      |     | 59' |
| FW               | 18 | Charles De Ketelaere |     | 59' |
| FW               | 20 | Leandro Trossard     |     | 87' |
| Huấn luyện viên: |    |                      |     |     |
| Roberto Martínez |    |                      |     |     |

| Cầu thủ xuất sắc nhất trận: Domenico Berardi (Ý) Trợ lý trọng tài: Uroš Stojković (Serbia) Milan Mihajlović (Serbia) Trọng tài thứ tư: Novak Simović (Serbia) Trợ lý trọng tài video: Marco Fritz (Đức) Trợ lý trọng tài hỗ trợ video: Chris Kavanagh (Anh) Lee Betts (Anh) Pol van Boekel (Hà Lan) |

## Chung kết
| Tây Ban Nha     | 1–2      | Pháp                       |
| --------------- | -------- | -------------------------- |
| - Oyarzabal 64' | Chi tiết | - Benzema 66' - Mbappé 80' |

| Tây Ban Nha | Pháp |

| GK               | 23 | Unai Simón          |     |     |
| RB               | 2  | César Azpilicueta   |     |     |
| CB               | 19 | Aymeric Laporte     | 86' |     |
| CB               | 12 | Eric García         |     |     |
| LB               | 17 | Marcos Alonso       |     |     |
| CM               | 9  | Gavi                |     | 75' |
| CM               | 5  | Sergio Busquets (c) |     |     |
| CM               | 16 | Rodri               |     | 84' |
| RF               | 11 | Ferran Torres       |     | 84' |
| CF               | 22 | Pablo Sarabia       |     | 61' |
| LF               | 21 | Mikel Oyarzabal     |     |     |
| Thay người:      |    |                     |     |     |
| FW               | 7  | Yeremi Pino         |     | 61' |
| MF               | 8  | Koke                |     | 75' |
| MF               | 20 | Mikel Merino        |     | 84' |
| MF               | 18 | Pablo Fornals       |     | 84' |
| Huấn luyện viên: |    |                     |     |     |
| Luis Enrique     |    |                     |     |     |

| GK               | 1  | Hugo Lloris (c)     |     |       |
| CB               | 5  | Jules Koundé        | 55' |       |
| CB               | 4  | Raphaël Varane      |     | 43'   |
| CB               | 3  | Presnel Kimpembe    |     |       |
| RM               | 2  | Benjamin Pavard     |     | 79'   |
| CM               | 6  | Paul Pogba          | 46' |       |
| CM               | 8  | Aurélien Tchouaméni |     |       |
| LM               | 22 | Theo Hernandez      |     |       |
| AM               | 7  | Antoine Griezmann   |     | 90+2' |
| CF               | 19 | Karim Benzema       |     |       |
| CF               | 10 | Kylian Mbappé       | 90' |       |
| Thay người:      |    |                     |     |       |
| DF               | 15 | Dayot Upamecano     |     | 43'   |
| DF               | 12 | Léo Dubois          |     | 79'   |
| MF               | 17 | Jordan Veretout     |     | 90+2' |
| Huấn luyện viên: |    |                     |     |       |
| Didier Deschamps |    |                     |     |       |

| Cầu thủ xuất sắc nhất trận: Karim Benzema (Pháp) Trợ lý trọng tài: Gary Beswick (Anh) Adam Nunn (Anh) Trọng tài thứ tư: Craig Pawson (Anh) Trợ lý trọng tài dự bị: Stuart Burt (Anh) Trợ lý trọng tài video: Stuart Attwell (Anh) Trợ lý trọng tài hỗ trợ video: Chris Kavanagh (Anh) Lee Betts (Anh) Pol van Boekel (Hà Lan) |

## Thống kê

### Cầu thủ ghi bàn
Đã có 14 bàn thắng ghi được trong 4 trận đấu, trung bình 3.5 bàn thắng mỗi trận đấu.
2 bàn thắng
- Karim Benzema
- Kylian Mbappé
- Ferran Torres

1 bàn thắng
- Yannick Carrasco
- Charles De Ketelaere
- Romelu Lukaku
- Theo Hernandez
- Nicolò Barella
- Domenico Berardi
- Lorenzo Pellegrini
- Mikel Oyarzabal

### Giải thưởng
Cầu thủ xuất sắc nhất
Giải thưởng cầu thủ xuất sắc nhất vòng chung kết Hisense được trao cho Sergio Busquets, do Ủy ban kỹ thuật của UEFA lựa chọn.
- Sergio Busquets

Vua phá lưới
"Alipay Top Scorer Trophy", giải thưởng cho vua phá lưới vòng chung kết, được trao cho Kylian Mbappé, cầu thủ kết thúc với 2 bàn thắng và 2 kiến tại ở vòng chung kết Nations League. Thứ hạng dựa theo: 1) số bàn thắng ở vòng chung kết Nations League, 2) số lần kiến tạo ở vòng chung kết Nations League, 3) thời gian thi đấu ít nhất ở vòng chung kết Nations League, 4) ưu tiên giai đoạn vòng bảng.
| Xếp hạng | Cầu thủ       | Số bàn thắng | Số kiến tạo | Số phút thi đấu |
| -------- | ------------- | ------------ | ----------- | --------------- |
| 1        | Kylian Mbappé | 2            | 2           | 180             |
| 2        | Ferran Torres | 2            | 0           | 133             |
| 3        | Karim Benzema | 2            | 0           | 179             |

Bàn thắng đẹp nhất giải
Bàn thắng đẹp nhất giải đấu Gazprom được quyết định bởi bình chọn trực tuyến. Tổng cộng có 4 bàn thắng nằm trong danh sách rút gọn, do Uỷ ban kỹ thuật của UEFA lựa chọn: Karim Benzema (trong trận Tây Ban Nha), Ferran Torres (bàn thứ 2 trong trận Ý), Theo Hernandez (trong trận Bỉ) và Romelu Lukaku (trong trận Pháp). Benzema giành giải thưởng.
| Xếp hạng | Cầu thủ ghi bàn | Đội tuyển | Tỉ số | Kết quả | Vòng           |
| -------- | --------------- | --------- | ----- | ------- | -------------- |
| 1        | Karim Benzema   | Pháp      | 1–1   | 2–1     | Trận chung kết |

### Kỷ luật
Một cầu thủ đã bị treo giò trong trận tiếp theo vì nhận thẻ đỏ, thời gian treo giò có thể nhiều hơn nếu là lỗi vi phạm nghiêm trọng. Thẻ vàng treo giò không được áp dung ở vòng chung kết Nations League.
Dưới đây là cầu thủ bị treo giò trong vòng chung kết:
| Cầu thủ          | Thẻ đã nhận                                              | Đình chỉ                                                  |
| ---------------- | -------------------------------------------------------- | --------------------------------------------------------- |
| Leonardo Bonucci | trong trận bán kết gặp Tây Ban Nha (6 tháng 10 năm 2021) | Trận play-off tranh hạng ba gặp Bỉ (10 tháng 10 năm 2021) |